# Benny Šalita
Benny Šalita (hebrejsky: בני שליטא, narozen 13. listopadu 1934) je izraelský politik a bývalý poslanec Knesetu za stranu Likud.

## Biografie
Narodil se v Haifě. Vystudoval střední školu.

## Politická dráha
V roce 1956 se stal starostou obce Menachemja. Byl členem vedení Svazu místních samospráv. V roce 1975 se stal členem úřadu pro Galileju a členem vedení sdružení Rozvojových měst.
V izraelském parlamentu zasedl poprvé po volbách v roce 1981, do nichž šel za stranu Likud. Byl členem výboru pro zahraniční záležitosti a obranu, výboru pro záležitosti vnitra a životního prostředí a výboru pro ekonomické záležitosti. Mandát poslance obhájil za Likud ve volbách v roce 1984, po nichž se stal členem výboru finančního, výboru státní kontroly, výboru pro ekonomické záležitosti, výboru pro zahraniční záležitosti a obranu, výboru pro imigraci a absorpci a výboru pro vzdělávání a kulturu. Ve volbách v roce 1988 neuspěl.